# Buddhizmus Közép-Ázsiában

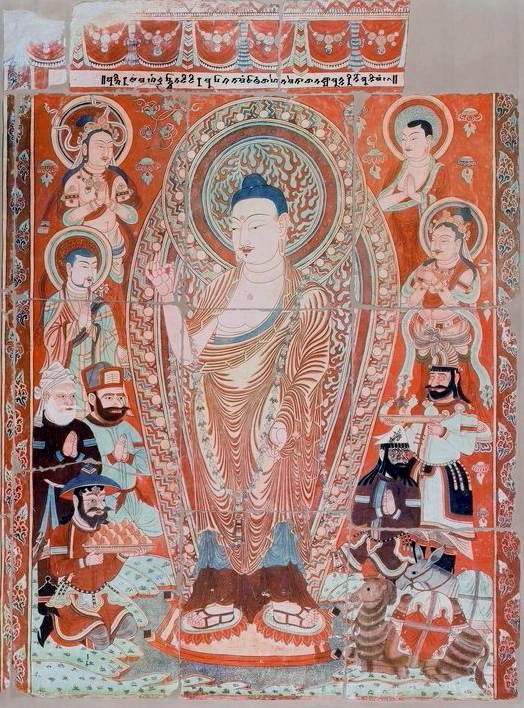
Pranidhi jelenet, 9. templom (20. barlang). Bezeklik Ezer Buddha-barlangok

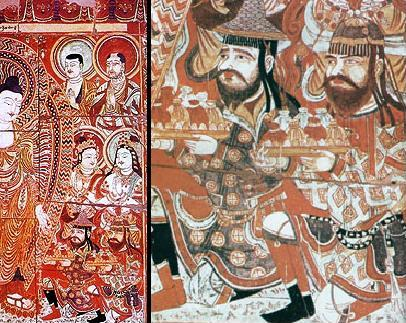
Szogdiai kereskedő adományoz Buddha felé. Bezeklik Ezer Buddha-barlangok

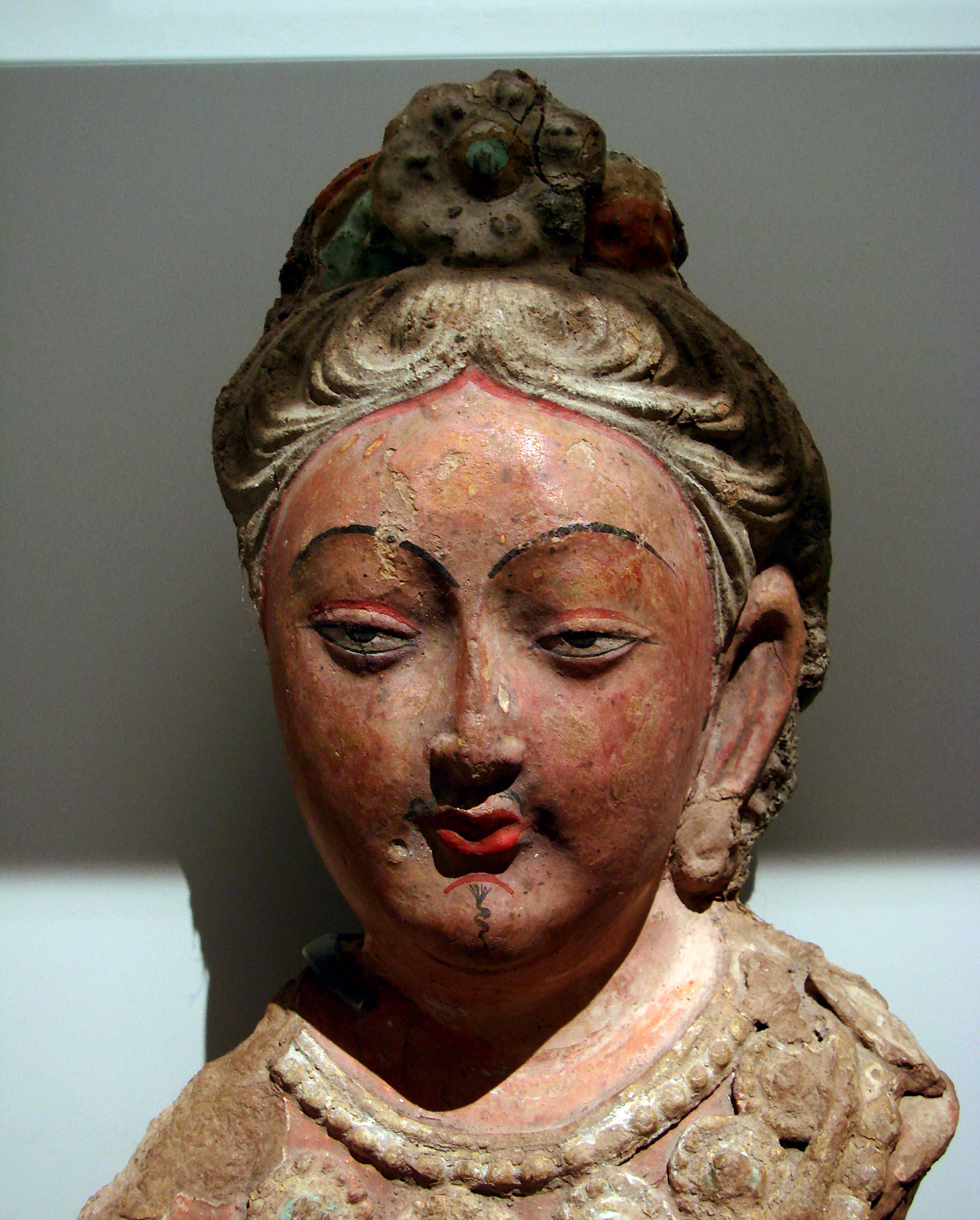
Bódhiszattva mellszobor Kucsa ősi királyságból, 6-7. század, Guimet-múzeum

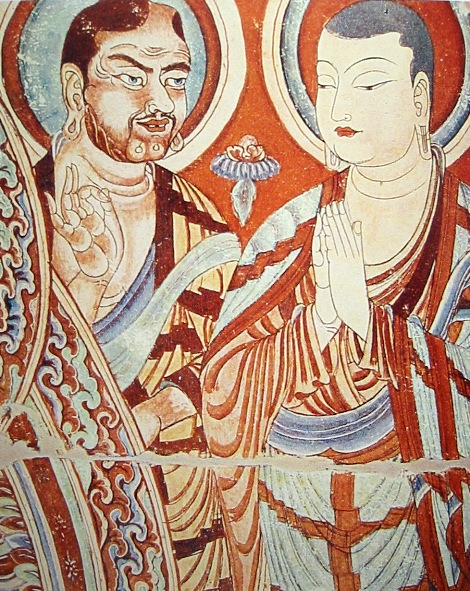
Közép-ázsiai buddhista szerzetes tanít egy kínai szerzetest. Tarim-medence, Kína, 9-10. század

A buddhizmus Közép-Ázsiában a buddhizmus azon formáira vonatkozik, amely Közép-Ázsiában létezett és történelmileg főleg a selyemút mentén volt jelentős. A közép-ázsiai buddhizmus történelme szorosan összekapcsolódik a buddhizmus terjedésével a selyemúton az első évezred során.

## Története

### Buddhista egyházi csoportok
A korai buddhista iskolák közül néhány történelmileg igen jelentősnek számított Közép-Ázsiában. Egyes tudósok három különböző buddhista hittérítési hullámot különböztetnek meg Közép-Ázsia történelmében. Ezeket az időszakokat a következő irányzatoknak szokták tulajdonítani (időrendben):
1. dharmaguptaka
2. szarvásztiváda
3. múlaszarvásztiváda

A dharmaguptaka iskola minden más szektánál nagyobb erőfeszítéseket tett, hogy a buddhizmus eljusson Indián túlra is, olyan területekre, mint Irán, Közép-Ázsia és Kína. Hatalmas sikereket értek itt el. Ezért Kínában ennek az iskolának a vinajáját és a szerzetesi beavatási vonalát vették át. A.K. Warder szerint ilyen értelemben a dharmaguptaka szekta azóta is szakadatlanul fennmaradt ezekben a kelet-ázsiai országokban.
A 7. században Hszüan-cang és Jicsing szerzetesek külön feljegyezték, hogy a dharmaguptakák a közép-ázsiai Udijána földön éltek, ami nem tartozik az Indiai szubkontinenshez. Jicsing a szarvásztiváda alá sorolta a mahísászaka, dharmaguptaka és kásjapíja szektákat, amelyek nem voltak jelentősek "India öt részén", hanem csak Oddijánában, Khotanban és Kucsában.

### Gréko-buddhizmus

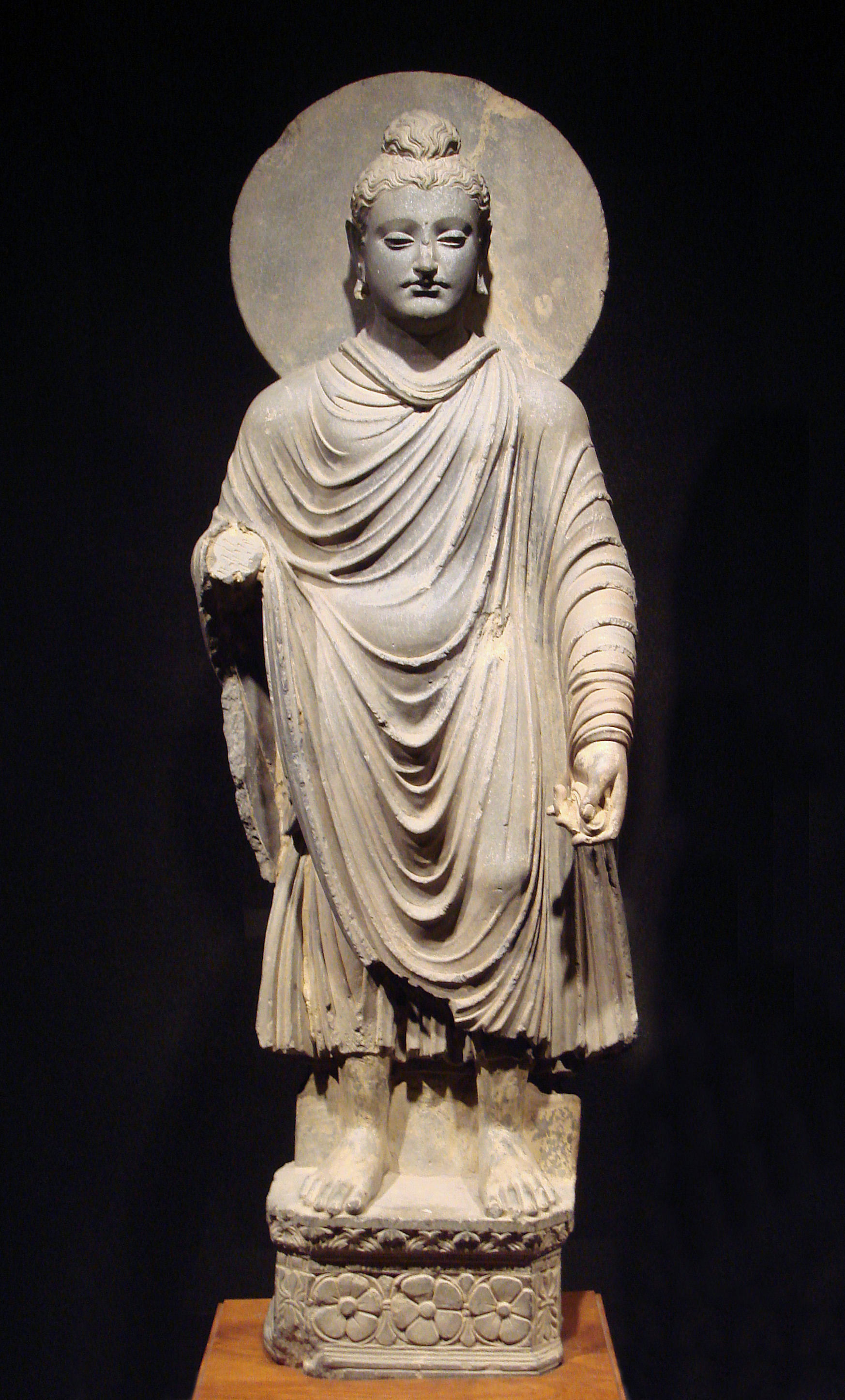
Buddha egyik legkorábbi ábrázolása, 1-2. század, Gandhára: Álló Buddha.

A buddhizmus Közép-Ázsiában az ókori görög filozófia és az indiai buddhizmus szinkretizmusával kezdődött, ahogy Nagy Sándor új birodalmával kialakult a hellenisztikus civilizáció (Görög-Baktria i. e. 250 - i. e. 125 és Indo-görög királyság i. e. 180 - i. sz. 10.), amely érintette a mai Afganisztán, Pakisztán, Üzbegisztán és Tádzsikisztán területeit. Lásd gréko-buddhizmus és Dajuan (Ta-juan; kínaiul: 大宛, szó szerint a "Nagy Iónok"). A későbbi Kusán Birodalom felvette a görög ábécét (baktriai nyelv), a gréko-buddhista művészet formáit és pénzérméit és ezeknek a hellenisztikus királyságoknak a gréko-buddhista vallását.
Gautama Buddha legelső antropomorfikus megjelenítését gyakran tulajdonítják a gréko-buddhista kölcsönhatás eredményének. Ezelőtt az újítás előtt a buddhista művészet "anikonikus" volt: a Buddhát csak szimbólumokon keresztül ábrázolták (üres trón, bódhifa, Buddha lábnyomok, dharma kerék stb.). Buddha emberszerű ábrázolásának kerülése és a kifinomult anikonikus szimbólumok kialakulása valószínűleg Buddha egyik tanításával áll összefüggésben. A Dígha-nikájában Buddha nem tanácsolja testének ábrázolását miután elhunyt.
A görögök kísérelték meg először szoborként megformázni Buddhát, mivel ők valószínűleg már nem érezték ezt a kötöttséget, ráadásul ez nem állt távol az ő kultúrájuktól. Az ókori világ sok részén a görögök szinkretikus istenségeket hoztak létre, amelyek a vallásos figyelem általános részévé válhattak a különböző hagyományokhoz tartozó lakosság számára. Az egyik közismert példa Szerápisz isten, amelyet I. Ptolemaiosz vezetett be Egyiptomban. Szerápiszt a görög és egyiptomi istenek ötvözetéből hozták létre. A görögök számára teljesen természetes volt, hogy Indiában is létrehoztak egy szinkretikus, közös istenséget, amely magában hordozta a görög isten-király (Apollón), valamint Buddha fizikai jellemzőit.
Buddha legelső megjelenítésének sok stilisztikai eleme árulkodik a görög behatásról. Úgy tűnik, hogy a görög himation (egyetlen négyszögletes textildarabból redőzött, mindkét vállat eltakaró köpeny vagy lepel: a buddhista alakokat ezelőtt az újítás előtt mindig egy dhoti ágyékkötőben ábrázolták), a glória, a kontraposzt testhelyzet (lásd: 1-2. századi gandhárai álló Buddhák), a stilizált földközi-tengeri göndör haj és a fejtetőn lévő bóbita, mind a Belvederei Apollón (i. e. 330) stílusából indultak ki, és az arc arányosságát erőteljes realizmus hatja át (lásd: ókori görög művészet). Néhány álló Buddha (ahogy a képen is) megformálása is speciális görög technikával készült. A kezeket és olykor a lábakat is márványból készítették, hogy növeljék a realisztikus hatást. A test további részeit más anyagból készítették.

### Kusán Birodalom
Amikor Közép-Ázsiában Kaniska király uralomra került 78-ban, új időszámítást vezetett be, amely felváltotta a szeleukida időszakot. A kusán kor alatt Közép-Ázsiában számos vallási rendszer létezett. Ezek közé tartozott Mitra és Anahit kultusza, a zoroasztrizmus panteon (Ahura Mazdá, Veretzanga stb.), a görög panteon (Zeusz, Héliosz, Helené stb.) és a helyi hősök kultusza. A buddhizmus követőit kitiltották Iránból a 2-3. században, akik Közép-Ázsia más részein találtak menedéket. A kínai történelmi krónikák szerint a buddhizmus 147-ben érkezett Kínába a "nagy jüe dzsi" országából és a kusán hittérítőknek köszönhetően a buddhizmus lett a kínai császár (Sárga Császár - 147-167) hivatalos vallása is.
A Khorezm (Bazaar-Kala, Gyaur-Kala, Gyaz-Kala) és a Szogd (tali-barzu, Zohak-i-Maron kastély, Er-Kurgan és egyéb) körzetében végzett ásatások során felfedezték, hogy sok település és kastély a Kusán Birodalom idejéről való. A legtöbb buddhista kultúrára vonatkozó leletet azonban Tokharisztánban találták.
A 2. század közepén Kaniska király idején a Kusán Birodalom benyomult Közép-Ázsiába, elfoglalva Kasgart, Hotant, Jarkant, Tarim-medence és a mai Hszincsiang-Ujgur Autonóm Terület. Ennek következményeképpen a kulturális kapcsolatok rendkívül felerősödtek a térségben és a közép-ázsiai buddhista hittérítők is hamarosan buzgón serénykedtek Lojang és Nanking városok területén. Rengeteg fordítás történt ebben az időszakban. Támogatták egyszerre a hínajána és a mahájána iratokat.

### Khotan
Az ősi Hotan Királyság a világ egyik legkorábbi buddhista állama volt, kulturális híd, amelyen keresztül a buddhista kultúra és a tanok elterjedtek Indiából Kínába. Fővárosa a mai Hotantól nyugatra helyezkedett el. A királyság lakossága, Kasgarhoz és Jarkandhoz hasonlóan, az iráni szaka nyelvet beszélte.
A rendelkezésre álló maradványok alapján arra következtetnek a tudósok, hogy a Hotanba induló első buddhista missziókat a dharmaguptaka szekta szerzetesei hajtották végre. A 3. századra már néhány mahájána szöveget is ismertek Khotánban, amelyről Csu Sihszing szerzetes számolt be.
Amikor a kínai Fa-hszien szerzetes Hotanon keresztülvándorolt, feljegyezte, hogy ott mindenki buddhista volt. Az ő krónikái szerint 14 fő kolostor létezett a térségben, amelyek közül a legfontosabbakban meg is szállt. A Gomatí kolostor 3000 mahájána szerzetes számára nyújtott lakóhelyet. Amikor később, a 7. században Hszüan-cang szerzetes is átutazott a királyságon, akkor a király elébe jött a Khotáni határra, hogy üdvözölje. Elkísérték a fővárosba és a szarvásztiváda szekta egyik kolostorában szállásolták el. Hszuan Csang mintegy száz kolostorról ír Khotánban, összesen 5000 szerzetessel, akik mind a mahájánát tanulmányozták.
A Tang-dinasztia után Hotan szövetségre lépett Tunhuang uralkodóival, amelynek kapcsán szoros kapcsolatok alakultak ki az ottani buddhista központtal. A hotani királyi család beházasodott a tunhuangi felsőbb körökbe. Támogatták az ottani buddhista templomegyüttest és pénzt adományoztak azért, hogy portréjukat felfessék a Mokao-barlangtemplomok falára.

### Sansan

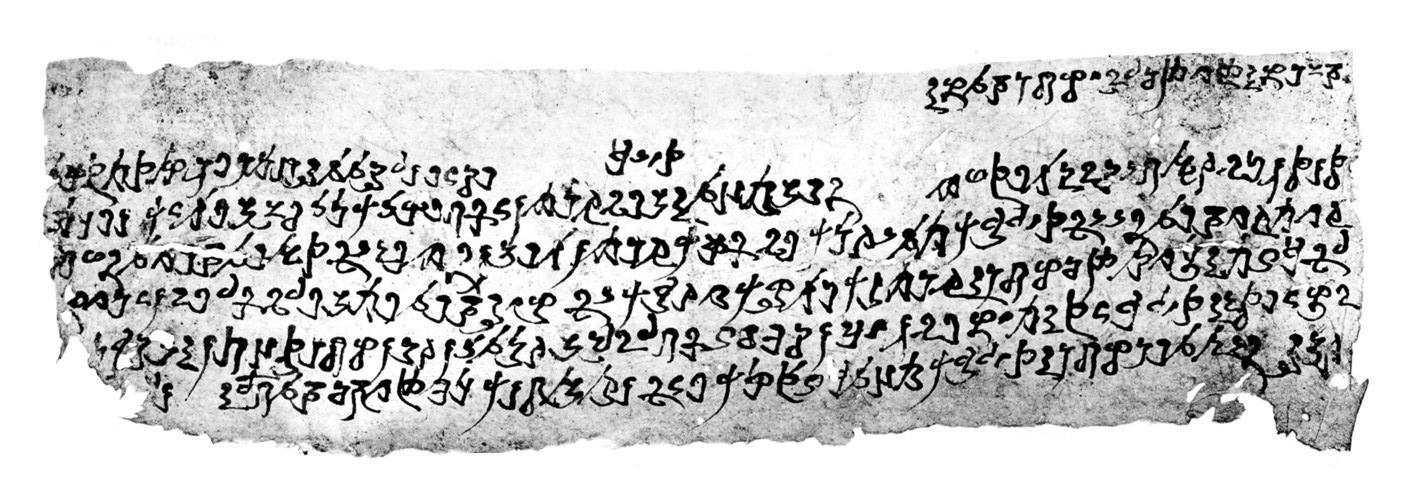
Kharosthi kézirat a Sansan királyságból.

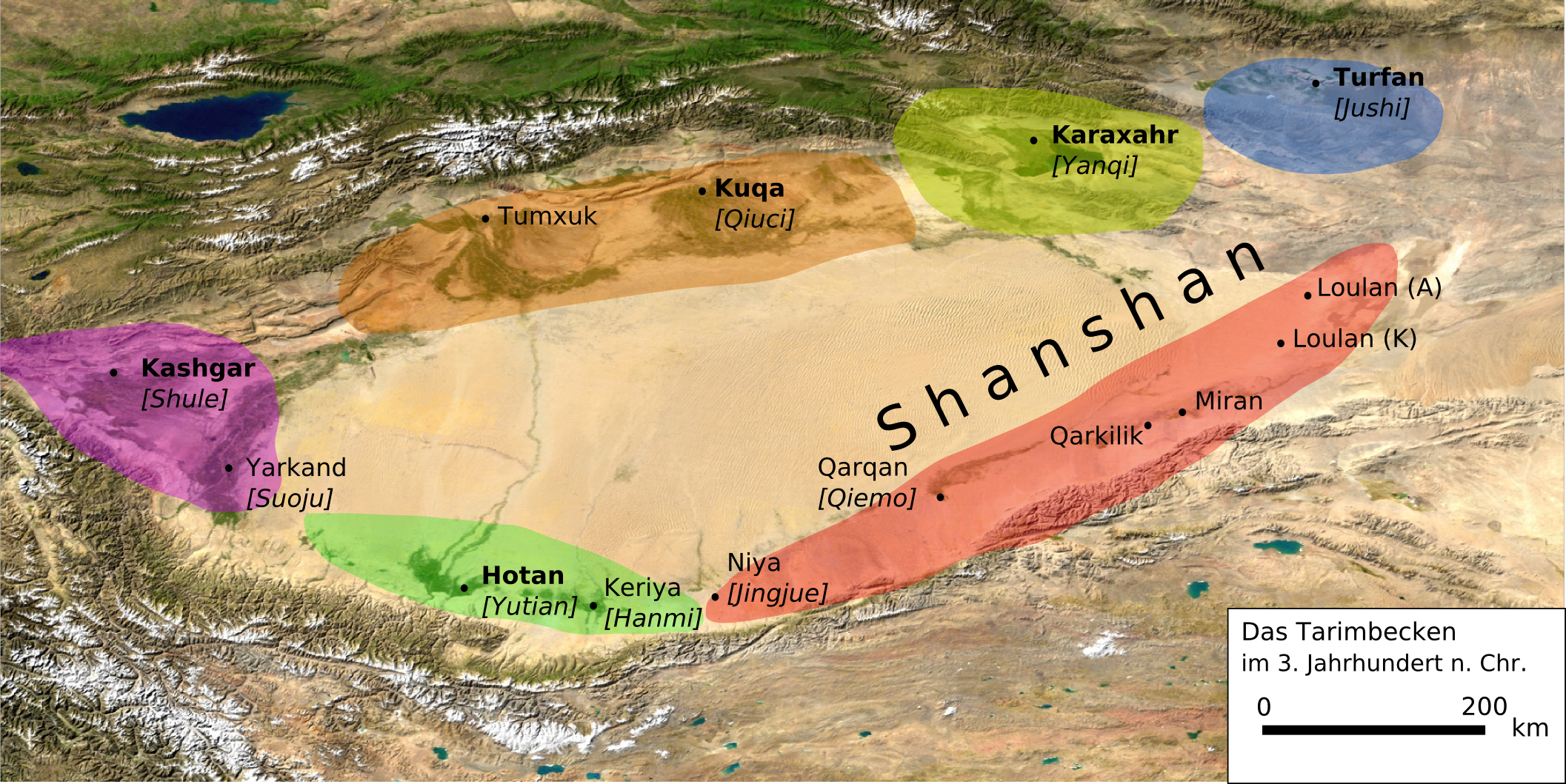
A Tarim-medence a 3. században

A buddhizmus virágzott a Sansan Királyságban. Egy karosti írással készült kéziratot találtak az Endere ásatási területen, amelyeket a 3. század környékén írtak. A felirat tanúsága szerint a sansani király a mahájána követője volt. Ez a király feltehetően Amgoka volt, aki a Sansan Királyság leghatalmasabb uralkodója volt.

### Buddhizmus Perzsiában
A buddhista Indo-görög királyság egyes részei és az azt követő Kusán Birodalom is perzsa nyelvű volt. A híres balkhi perzsa buddhista kolostort, a Nava-vihárát 663-ban elfoglalták a muszlimok, azonban még egy évszázadig tovább tudott működni az Abbászida Kalifátusban. 715-ben viszont egy felkelést követően a muszlimok elpusztították az épületeket és sok perzsa buddhista szerzetes menekült el a selyemút mentén Khotánba és még tovább. Jó néhány perzsa nyelven beszélő buddhista szerzetes - közöttük An Si-kao és Bódhidharma játszott kulcs szerepet a buddhizmus terjedésében a selyemúton, valamint a buddhizmus bevezetésében Kínában. A Nava-vihára örökletes adminisztrátorai a balkhi Barmakid család tagjai a kolostor elpusztítása után a buddhizmust lecserélték az iszlám vallásra és fontos vezír rangot értek el a bagdadi Abbászida Kalifátus alatt.

## A buddhisták aránya az egyes országokban
A buddhisták százaléka bizonyos közép-ázsiai országokban különböző források alapján:
| Nemzeti lobogó | Ország        | Népesség (2007) | Buddhisták %-a | Összes buddhista |
| -------------- | ------------- | --------------- | -------------- | ---------------- |
|                | Kazahsztán    | 15,422,000      | 0,5%           | 81,843           |
|                | Kirgizisztán  | 5,317,000       | 0,35%          | 18,610           |
|                | Tádzsikisztán | 7,076,598       | 0,1%           | 7,076            |
|                | Türkmenisztán | 5,097,028       | 0,1%           | 5,097            |
|                | Üzbegisztán   | 27,780,059      | 0,2%           | 55,560           |
| Total          | Total         | 60,692,685      | 0,278%         | 168,186          |

## Bibliográfia
- Klimkeit, Hans-Joachim (1990). Buddhism in Turkish Central Asia, Numen 37, 53 - 69
- Puri, B. N. (1987). Buddhism in Central Asia, Delhi: Motilal Banarsidass
- Kudara, Kogi (2002). A Rough Sketch of Central Asian Buddhism, Pacific World 3rd series 4, 93-107
- Kudara, Kogi (2002). The Buddhist Culture of the Old Uigur Peoples, Pacific World 3rd series 4, 183-195